# Trifolium uniflorum
Trifolium uniflorum là một loài thực vật có hoa trong họ Đậu. Loài này được L. miêu tả khoa học đầu tiên.